# Premi Nacional de Fotografia d'Espanya
|  | No s'ha de confondre amb Premi Nacional de Fotografia (CEF). |

El Premi Nacional de Fotografia és atorgat pel Ministeri de Cultura d'Espanya. S'atorga en reconeixement de l'obra d'un fotògraf espanyol que, amb la seva creació artística, contribueix «l'enriquiment del patrimoni cultural d'Espanya».
Està dotat amb 30.000 euros, i va ser creat l'any 1994. Fins aleshores, el reconeixement als artistes de la fotografia havia estat inclòs en el Premi Nacional d'Arts Plàstiques que, en diverses edicions, ja havia premiat a fotògrafs, com Francesc Català Roca (1983) i Agustí Centelles i Ossó (1984).

## Llista de premiats
- 1994: Gabriel Cualladó
- 1995: Javier Vallhonrat
- 1996: Cristina García Rodero
- 1997: Humberto Rivas
- 1998: Joan Fontcuberta
- 1999: Alberto García-Alix
- 2000: Chema Madoz
- 2001: Toni Catany
- 2002: Joan Colom
- 2003: Carlos Pérez Siquier
- 2004: Ramon Masats
- 2005: Ouka Lele (Bárbara Allende)
- 2006: Pablo Pérez-Mínguez
- 2007: Manuel Vilariño
- 2008: María Bleda i José María Rosa
- 2009: Gervasio Sánchez[1]
- 2010: José Manuel Ballester
- 2011: Rafael Sanz Lobato
- 2012: Eugeni Forcano
- 2013: Alberto Schommer
- 2014: Colita (va renunciar)[2]
- 2015: Juan Manuel Castro Prieto
- 2016: Isabel Muñoz[3]
- 2017: Cristina de Middel
- 2018: Leopoldo Pomés
- 2019: Montserrat Soto i Pérez[4]
- 2020: Ana Teresa Ortega[5]
- 2021: Pilar Aymerich[6]
- 2022: Cristóbal Hara
- 2023: Laia Abril[7]